# Archibald Henderson
Archibald Henderson (21 de Janeiro de 1783 – 6 de Janeiro de 1859) foi o militar que por mais tempo serviu como comandante do Corpo de Fuzileiros dos Estados Unidos, tendo servido entre 1920 e 1859. Dedicou 53 anos da sua vida a prestar serviço pelo corpo de fuzileiros. Lutou nas guerras indígenas nos Estados Unidos e na guerra anglo-americana de 1812.